# HD 74438

مدارات أربعة نجوم يشكلون اثنين من النجوم الثنائية.

HD 74438 هو نظام نجمي رباعي الطيف يتكون من زوج من أنظمة النجوم المزدوجة على بعد 425 سنة ضوئية تقريبًا من الأرض. يقع هذا النظام في العنقود المفتوح IC 2391؛ بعمر يقدر بــ 43+15
−7 مليون سنة. HD 74438 هو أصغر نظام نجمي رباعي معروف. الفترة المدارية الخارجية للنظام والتي تقدر بنحو 5.7 سنة ، هي أيضًا من بين أقصر الأنظمة الرباعية.
تم تأكيد نظام النجم الرباعي الطيف HD 74438 ليكون نظامًا رباعيًا مرتبطًا بالجاذبية في عام 2017 من البيانات التي تم جمعها في مسح Gaia-ESO. وفي بحث نُشر في عام 2022 تم تحديد HD 74438 على أنه سلف محتمل لمستعر أعظم من نوع شبيه بنوع جَنْدَر شِيكْهَر (Sub-Chandrasekhar).

## اقرأ أيضا
- نجم ثنائي HR 4796